# Obsession (Lied)
Obsession ist ein Lied der US-Band Animotion aus dem Jahr 1984, das von Michael Des Barres und Holly Knight geschrieben wurde. Es erschien auf dem Album Animotion.

## Geschichte
1983 schrieben Michael Des Barres und Holly Knight das Lied. Knight ist für den Sequencer-Riff und Barres für den Text verantwortlich. Die Veröffentlichung erfolgte am 23. November 1984 auf dem Plattenlabel Mercury. Das Lied erschien auch als 7" und als 12" Single bei Mercury und Polygram.

## Sonstige Verwendung in der Populärkultur
In Filmen wie Lucky Numbers, What the Bleep do we (k)now!?, El Cantante, Adventureland und Hot Tub – Der Whirlpool … ist ’ne verdammte Zeitmaschine sowie der Serie Weeds – Kleine Deals unter Nachbarn wurde das Lied als Hintergrundmusik gespielt.
Im Computerspiel Grand Theft Auto: Vice City kann man den Song auf dem New Wave Radiosender Wave 103 hören. Der Soundtrack zum Sender Wave 103 ist auch auf CD erschienen.
Der Song war zudem von 1985 bis 1992 die Erkennungsmelodie zur Sendung Saturday Night’s Main Event der Wrestling-Organisation WWF. Zu einem Revival der Show wurde der Song am 14. Dezember 2024 erneut verwendet.

## Musikvideo
Im Musikvideo spielen die Bandmitglieder Animotion den Song, wobei Bill Wadhams und Astrid Plane den Gesang übernehmen und in verschiedenen Kostümen und Rollen auftreten, unter anderem als Mark Anton und Kleopatra, während sie sich in der Nähe eines Swimmingpools einer Villa und in der Villa aufhalten.

## Rezeption

### Chartplatzierungen
| ChartsChartplatzierungen       | Höchstplatzierung | Wochen |
| ------------------------------ | ----------------- | ------ |
| Deutschland (GfK)              | 8 (16 Wo.)        | 16     |
| Österreich (Ö3)                | 17 (4 Wo.)        | 4      |
| Vereinigte Staaten (Billboard) | 6 (24 Wo.)        | 24     |
| Vereinigtes Königreich (OCC)   | 5 (13 Wo.)        | 13     |

| ChartsJahrescharts (1985)      | Platzierung |
| ------------------------------ | ----------- |
| Deutschland (GfK)              | 69          |
| Vereinigte Staaten (Billboard) | 56          |

### Auszeichnungen für Musikverkäufe
| Land/Region | Auszeichnungen für Musikverkäufe (Land/Region, Auszeichnung, Verkäufe) | Verkäufe |
| ----------- | ---------------------------------------------------------------------- | -------- |
| Kanada (MC) | Gold                                                                   | 50.000   |
| Insgesamt   | 1× Gold ·                                                              | 50.000   |

## Coverversionen
- 1996: Kirlian Camera mit Dive
- 2004: The Azoic mit Frank M. Spinath
- 2005: Sugababes